# Schmeisig
Schmeisig ist eine Coverband aus Köln-Ehrenfeld. Die aus fünf Mitgliedern bestehende Gruppe tritt insbesondere im Kölner Raum auf und covert und verfremdet mit akustischen Instrumenten bekannte Titel aus Genres wie kölschem Liedgut, Irish Folk, Country-Musik, Punk-Rock, Metal und Techno.

## Geschichte
Die Band ist 2005 beim gemeinsamen Pfingstzelten im Bergischen Land entstanden. Das erste öffentliche Konzert spielten sie auf der Aftershowparty der Wohlstandskinder-Abschiedstour im Dezember 2005 in der Live Music Hall in Köln. Ex-Wohlstandskind Raki spielt seitdem Bass bei Schmeisig. 2012 veröffentlichten sie sechs Jahre nach Bandgründung ihr Debütalbum Musik zum Biertrinken bei Hulk Digital, das von Tobias Röger, dem ehemaligen Sänger der Wohlstandskinder, produziert wurde. 2017 folgte das Album ... and out Comes the Swindle. Die Band ist regelmäßig bei den Festivals Punk im Pott und Ruhrpott Rodeo vertreten, war Vorgruppe von Den Kassierern, Sondaschule und Slime und trat beim jährlichen Weihnachtskonzert in Köln gemeinsam mit den Donots, Heiter bis Wolkig, Eläkeläiset und der Kapelle Petra auf. 2010 und 2013 spielte die Gruppe Konzerte in Österreich und Kroatien.

## Diskografie
- 2012: Musik zum Biertrinken (Hulk Digital, digitale Veröffentlichung)
- 2017: ... and out Comes the Swindle